# Cerocoma gloriosa
Cerocoma gloriosa là một loài bọ cánh cứng trong họ Meloidae. Loài này được Mulsant miêu tả khoa học năm 1857.